# Bitva u Sisaku

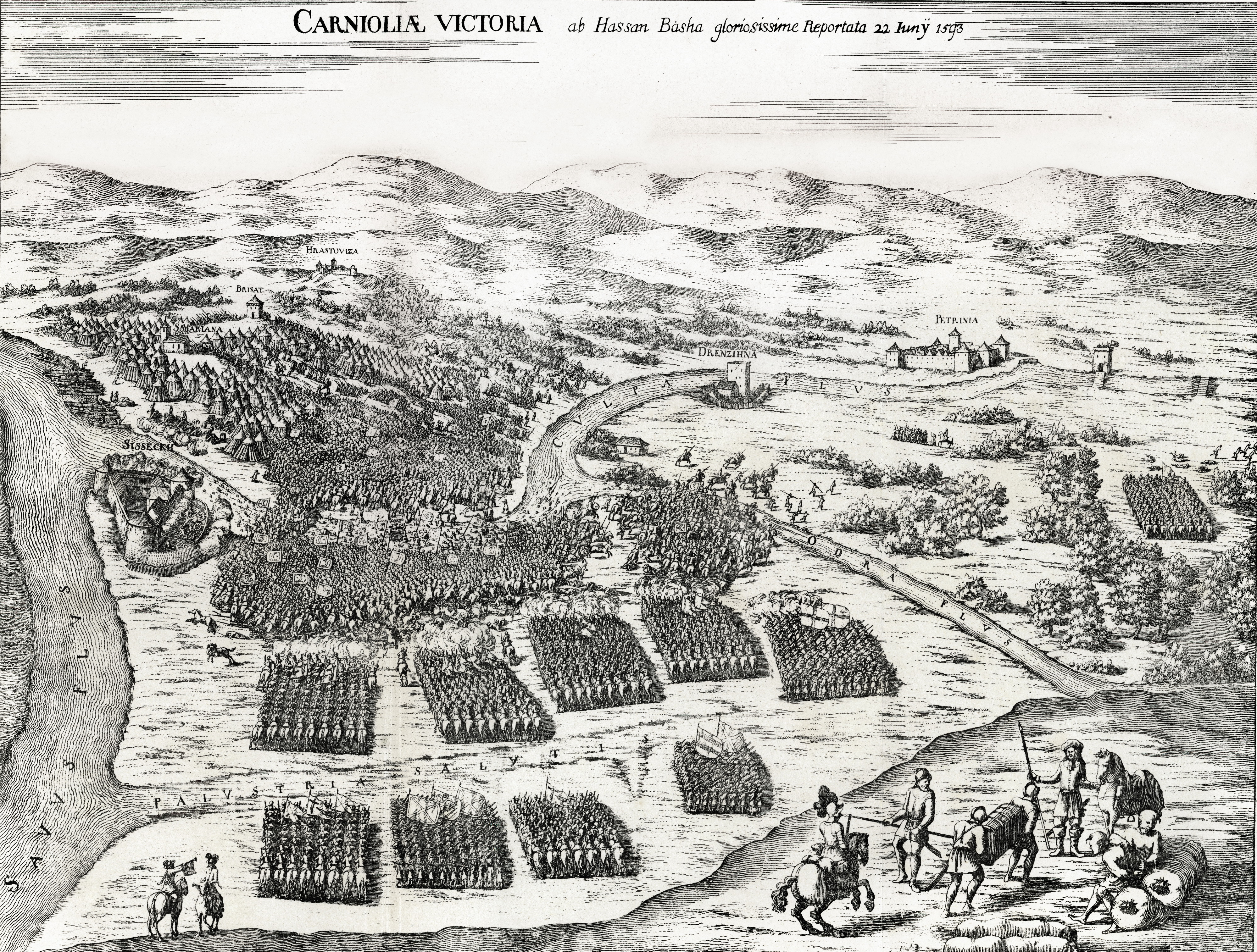
Bitva na dobové rytině

Bitva u Sisaku byl ozbrojený střet mezi osmanskými spojenci z Bosny a křesťanskou armádou z habsburských zemí, především z Chorvatska a Vnitřních Rakous. Bitva se odehrála 22. června 1593 u Sisaku ve středním Chorvatsku na soutoku řek Sáva a Kupa, v oblasti vojenské hranice mezi Osmany a Habsburky. Bitva skončila drtivým vítězstvím habsburských vojsk, která tak zastavila osmanský postup na Záhřeb. Střet, jenž byl součástí chorvatské stoleté války, vedl k vleklému konfliktu mezi Habsburky a Osmany v letech 1593 až 1606 (tzv. dlouhá turecká válka).

## Průběh
V letech 1591 až 1593 se osmanský vojenský guvernér Bosny Telli Hasan Paša (rodným jménem Nikola Predojević) dvakrát pokusil dobýt pevnost Sisak, jeden z hradů s posádkou, které Habsburkové udržovali v Chorvatsku jako součást vojenské hranice. V roce 1592, poté, co klíčová císařská pevnost Bihać padla do rukou Turků, stál Osmanům v cestě na hlavní chorvatské město Záhřeb již pouze Sisak. Papež Klement VIII. svolal na pomoc křesťanskou ligu a Sabor (chorvatský sněm) naverboval asi 5 000 profesionálních vojáků. 15. června 1593 začalo nové osmanské obléhání Sisaku. Sisacké posádce veleli Blaž Đurak a Matija Fintić, chorvatští kněží ze Záhřebské diecéze. K prolomení obležení byla povolána habsburská pomocná armáda pod nejvyšším velením štýrského generála Ruprechta von Eggenberga. Chorvatské jednotky vedl chorvatský bán Tamás Erdődy, zatímco vojákům z Kraňského vévodství a Korutanského vévodství velel Andreas von Auersperg, známý jako „Karniolský Achilles“.
Dne 22. června zahájila rakousko-chorvatská pomocná armáda překvapivý útok na obléhací síly a záhy se k útoku připojila posádka z pevnosti. Následná bitva vyústila v chaotický ústup Osmanů přes řeku Kupu, při němž se tisíce Turků utopily, a v drtivou porážku Osmanů. Sám Hasan Paša byl zabit v boji a téměř celá jeho armáda byla zničena. Celkové osmanské ztráty dosáhly počtu asi 8 000 zabitých nebo utopených v Kupě. Křesťanská armáda ukořistila 2000 koní, 10 válečných vlajek, sokolníky a dělostřeleckou munici. Ztráty křesťanské armády byly malé. Zpráva Andrease von Auersperga předložená arcivévodovi Arnoštovi 24. června 1593 uvádí pouze 40–50 obětí na habsburské straně. Bitva trvala asi hodinu.

## Následky
Bán Tamás Erdődy si přál využít vítězství a dobýt Petrinju, kam uprchly zbytky osmanské armády. Generálplukovník Eggenberg však usoudil, že armáda nemá dostatek potravin, a útok na Petrinju byl zastaven. Poté, co zprávy o porážce dorazily do Konstantinopole, byla požadována pomsta, a to jak vojenskými vůdci, tak sultánovou sestrou, jejíž syn Mehmed byl v bitvě zabit. Ačkoli Hasanova akce nebyla v souladu se zájmy a politikou Vysoké porty, sultán Murad III. cítil, že tak trapná porážka, byť vazala jednajícího z vlastní iniciativy, nemůže zůstat nepomstěna. Sultán tedy téhož roku vyhlásil válku císaři Rudolfu II., čímž začala dlouhá turecká válka, která se vedla hlavně v Uhrách a v Chorvatsku. Zuřila mezi Habsburky a Osmany v letech 1593 až 1606. Během této války se Osmanům Sisak podařilo 10. září 1593 dobýt. 11. srpna 1594 osmanská posádka uprchla a pevnost zapálila.
Jelikož se bitva u Sisaku z června 1593 odehrála na chorvatském území a hlavní část křesťanských obránců tvořily chorvatské jednotky, stala se významnou součástí chorvatské národní paměti a formativním prvkem chorvatského národního vědomí. Tradiční každodenní zvonění malého zvonu záhřebské katedrály ve 14 hodin je právě na památku této bitvy. Vzhledem k tomu, že obránce Sisaku posílili i bojovníci ze sousedního Kraňska, je bitva součástí také slovinské tradice. Až do roku 1943 se v katolickém kostele v Lublani konala každoroční vzpomínková bohoslužba, přičemž kněz měl na sobě plášť, který měl na sobě Hasan Paša v den bitvy. Bitva u Sisaku byla první velkou osmanskou porážkou na severozápadě Balkánu, která měla velký psychologický dopad na místní, zejména pravoslavné obyvatelstvo, které získalo odvahu se proti Turkům bouřit (vzápětí následovalo povstání v Banátu).